# Council House (Perth)
Council House es un edificio de oficinas de 13 pisos en St Georges Terrace en Perth, Australia Occidental. Ubicado al lado de Stirling Gardens y Government House en el distrito central de negocios de la ciudad, el edificio de 49,8 metros fue diseñado por Howlett and Bailey Architects e inaugurado por Isabel II del Reino Unido en 1963, después de que Perth fuera sede de los Juegos del Imperio Británico y de la Commonwealth de 1962. Durante la mayor parte de su historia, ha sido la sede de la ciudad de Perth.
Construido en un estilo modernista, el edificio ha sido objeto de un intenso debate público sobre su valor patrimonial. Algunas partes, como el Real Instituto Australiano de Arquitectos, consideran que el edificio es un ejemplo importante de arquitectura modernista en la ciudad, mientras que otras lo consideran feo. Estas opiniones contradictorias provocaron animosidad en la década de 1990, cuando el gobierno del estado se negó a incluir la propiedad en la lista de patrimonio y recomendó su demolición. A pesar de esto, la ciudad de Perth optó por renovar la torre y mantenerla como su sede. Después de esto, el edificio fue admitido en el Registro de Patrimonio del Estado.

## Historia previa del sitio
El sitio fue originalmente el hogar del Consejo Legislativo gobernante de la Colonia en un edificio que llegó a ser conocido como las Antiguas Oficinas del Gobierno u Oficinas Públicas. El edificio fue diseñado por el ingeniero civil en funciones Henry Reveley en agosto de 1836 después de que se le pidiera que preparara planos para las soficinas públicas en el sitio. Se hizo un llamado a licitación y la oferta aceptada fue por 1.833 libras esterlinas, muy por encima del máximo de 1.200 libras esterlinas especificado en el llamado a licitación. El pago se retrasó hasta febrero de 1839.

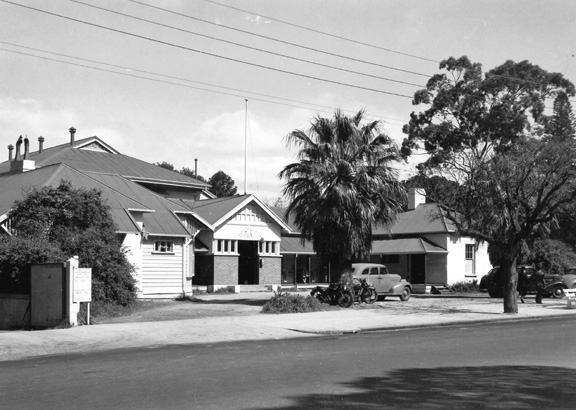
Las antiguas Oficinas Públicas que se encontraban en el sitio.

Las Oficinas Públicas se situaron a 10 m regreso de St Georges Terrace. El Consejo Legislativo ocupó el edificio hasta 1870, cuando se trasladó a una cámara contigua al nuevo Ayuntamiento de Perth. El Consejo Legislativo regresó al edificio en 1890 después de que la Asamblea Legislativa recién formada se hiciera cargo de esa cámara. En la década de 1890, el edificio se convirtió en una oficina de correos, antes de ser asumido por el Departamento de Agricultura, y el edificio continuó siendo utilizado como oficinas públicas hasta 1961. Las adiciones al edificio en la década de 1930  incluyeron un segundo piso, que contenía una sala del Consejo Legislativo y oficinas para altos funcionarios públicos. Mostrando su edad, el edificio finalmente se convirtió en lo que se describió como un "infierno infestado de ratas".
El Ayuntamiento de Perth se había basado desde 1871 en el Ayuntamiento de Perth, luego en 1925 se trasladó a oficinas en Murray Street. El sitio de las Oficinas Públicas en St Georges Terrace fue elegido como el sitio para un nuevo hogar para el Ayuntamiento de Perth en 1954. Inmediatamente al sur del edificio de Oficinas Públicas se encontraba el edificio del Instituto de Soldados. Este edificio fue tomado de la Liga de Soldados Retornados por la ABC en 1937 para su estudio de radio 6WF.

## Competencia y construcción
Con la noticia de que Perth albergaría los Juegos del Imperio Británico y la Commonwealth de 1962, el Ayuntamiento de Perth lanzó en 1959 un concurso internacional para diseñar su nuevo edificio. El objetivo del concurso era diseñar un "edificio creativo que marcara dónde estaba Perth en ese momento" y tener el edificio listo a tiempo para la apertura de los Juegos de la Commonwealth.
Se presentaron 61 diseños al concurso, incluido uno de Jeffrey Howlett y Don Bailey del estudio de arquitectura de Melbourne Bates, Smart and McCutcheon. El jurado que evaluó las entradas del concurso, que incluía al arquitecto Harry Seidler,  describió el plan de Howlett-Bailey como "una solución notablemente simple a un problema complejo"  y los declaró ganadores del concurso.
El ABC se trasladó a un nuevo local en Adelaide Terrace en 1960 cuando el Ayuntamiento de Perth se hizo cargo del sitio de la Casa del Consejo para que comenzara la construcción. Tanto las oficinas públicas como los edificios del Instituto de Soldados fueron demolidos para dar paso a la remodelación.
Las excavaciones para la construcción de los cimientos del edificio comenzaron en octubre de 1961 y el primer vertido de hormigón ocurrió en noviembre de 1961. El edificio no estaba completamente terminado cuando Perth fue sede de los Juegos de la Commonwealth en noviembre de 1962, sin embargo, los constructores se apresuraron a terminar los pisos bajo, octavo y décimo a tiempo para que los dignatarios extranjeros pudieran entretenerse en las áreas de recepción. Después de los Juegos, el acondicionamiento del edificio se terminó en marzo de 1963  y el 25 de marzo de 1963 la Reina Isabel II inauguró oficialmente la Casa del Consejo, descubriendo un 2,4 metros (7,9 pies) alta placa ceremonial en granito del puente de Waterloo original de 1817 en Londres.
La construcción de la Casa del Consejo fue realizada por J. Hawkins y Son Pty Ltd, y costó 1,5 millones de libras esterlinas. Fue el primer edificio en Perth en utilizar paredes de ventanas completas. Para reducir el calor que ingresa al edificio a través de estas ventanas de altura completa, el edificio utilizó persianas internas y parasoles externos. Cuando se inauguró el edificio, todas las actividades del Ayuntamiento de Perth se trasladaron allí.
Parte de los planes de Howlett y Bailey para el complejo incluían la extensión de Terrace Road hacia el oeste a través de los sitios de Old Court House y la Corte Suprema, pero esto nunca se hizo. También parte de su plan era la construcción de un auditorio elíptico llamado "Suite Pública" detrás de la Casa del Consejo; el plan para construir esto se abandonó después de la finalización de la Casa del Consejo, con el diseño reformulado por Howlett y Bailey y el edificio finalmente construido en el lado opuesto de la Casa de Gobierno como la Sala de Conciertos de Perth.

## Rehabilitación de la década de 1990 y listado del patrimonio

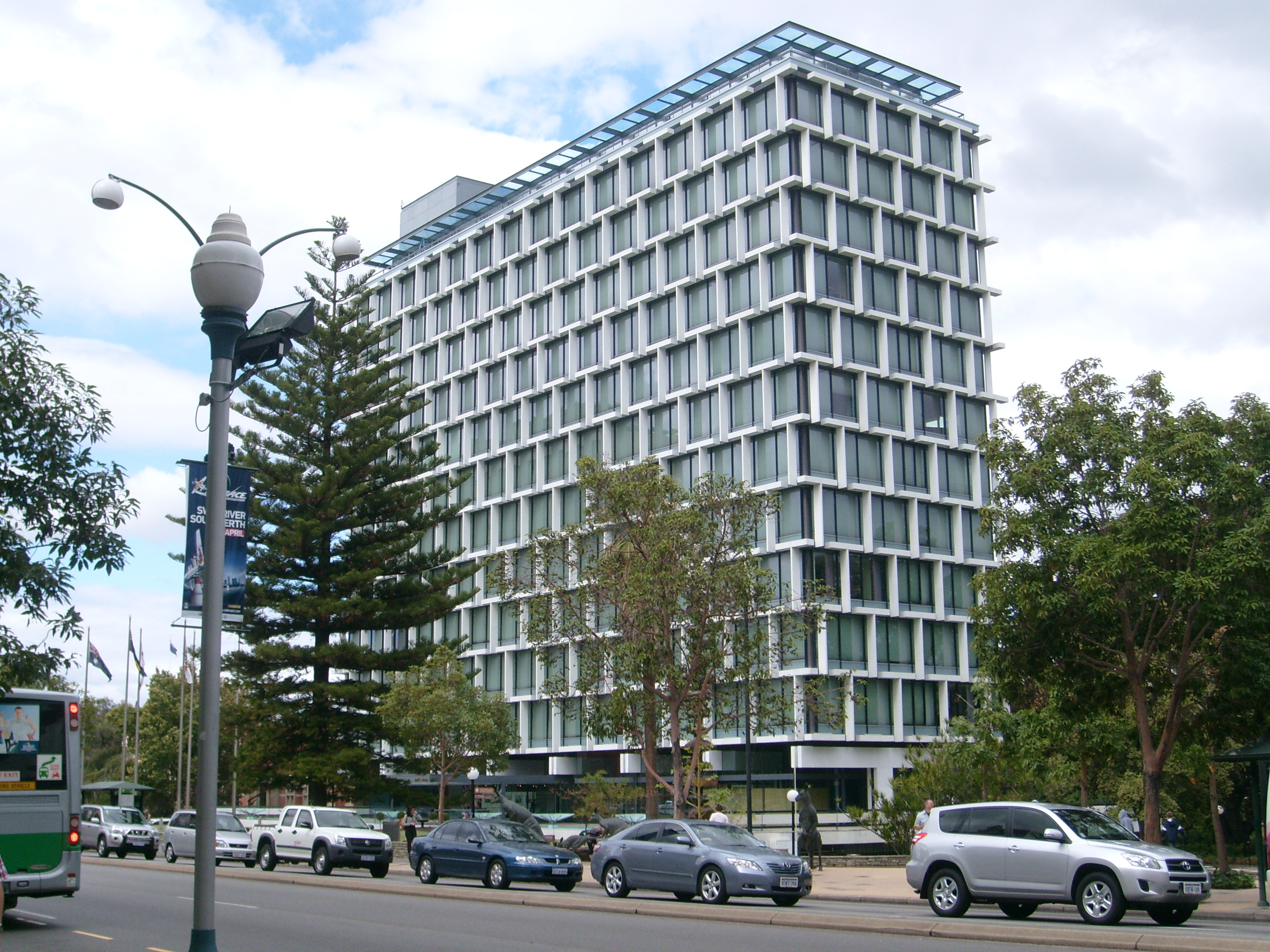
Council House en abril de 2010, visto desde St Georges Terrace.

El edificio siguió sirviendo como sede del Ayuntamiento de Perth desde su finalización hasta 1994, cuando fue desocupado para permitir la eliminación del amianto que se había utilizado para aislar la estructura de acero del edificio. El Consejo se trasladó al espacio de oficinas en el edificio Westralia Square.
En 1994, los comisionados designados por el estado para supervisar la disolución del Ayuntamiento de Perth votaron a favor de demoler el edificio. En ese momento, se estimó que los costos de renovación ascendían a 42 millones de dólares australianos. El plan del gobierno estatal era demoler el edificio y extender Stirling Gardens a lo largo del sitio hasta el lado de la Casa de Gobierno, como parte de un plan más amplio titulado "Perth - Una ciudad para la gente" que también incluía el túnel Northbridge, el hundimiento de Riverside Drive, y las viviendas de la Corte Suprema y la Corte de Distrito bajo un mismo techo. El Gobierno del Estado sugirió que el Consejo se mudara al Antiguo Edificio del Tesoro al otro lado de St Georges Terrace, por lo que ofrecieron un incentivo de 30 millones de dólares australianos.
Se produjo un importante debate público sobre si el edificio debería conservarse. Entre los destacados en la lucha por salvar el edificio se encuentran Bill Warnock, arquitecto Ken Adam, y el Real Instituto Australiano de Arquitectos. Otros dijeron que estaba "desactualizado, poco atractivo y fuera de sintonía" con los edificios patrimoniales más antiguos que lo rodean. Graham Kierath, el Ministro de Patrimonio, también se negó a incluir el edificio en el Registro de Lugares Patrimoniales de WA, a pesar de los llamamientos del Consejo de Patrimonio y del National Trust para hacerlo. Esta decisión "asombró" al Instituto de Arquitectos.
A pesar de la recomendación de demolición, a finales de 1995, los concejales de la recién formada ciudad de Perth hicieron que se llevara a cabo un estudio de viabilidad para determinar si la Casa del Consejo podía renovarse. Este estudio de viabilidad fue realizado por los arquitectos Cox Howlett y Bailey, de los cuales uno de los socios era el hijo del diseñador original Jeffrey Howlett,  y costó 100 000 dólares. El estudio indicó que el edificio podría rehabilitarse económicamente y, en diciembre de 1996, el Consejo acordó por unanimidad seguir adelante con los planes de rehabilitación eliminando su amianto y construyendo un aparcamiento subterráneo en la parte trasera del solar. La decisión de renovar se vio favorecida por el hecho de que las tasas de interés en ese momento eran tan bajas que era más barato pagar un préstamo que pagar un alquiler. En ese momento, se esperaba que la remodelación costara alrededor de 26 millones de dólares.
El nuevo estacionamiento de 95 bahías en la parte trasera del edificio requirió la remoción de un pino Kauri de Nueva Zelanda que se estima tiene hasta 150 años, y fue descrito por John Cowdell, un MLC laborista, como una "vergüenza". lo que socavaría el valor patrimonial del recinto. También se expresó cierta preocupación de que la remodelación pudiera hacer que el edificio perdiera valor patrimonial debido a la actualización de sus interiores.

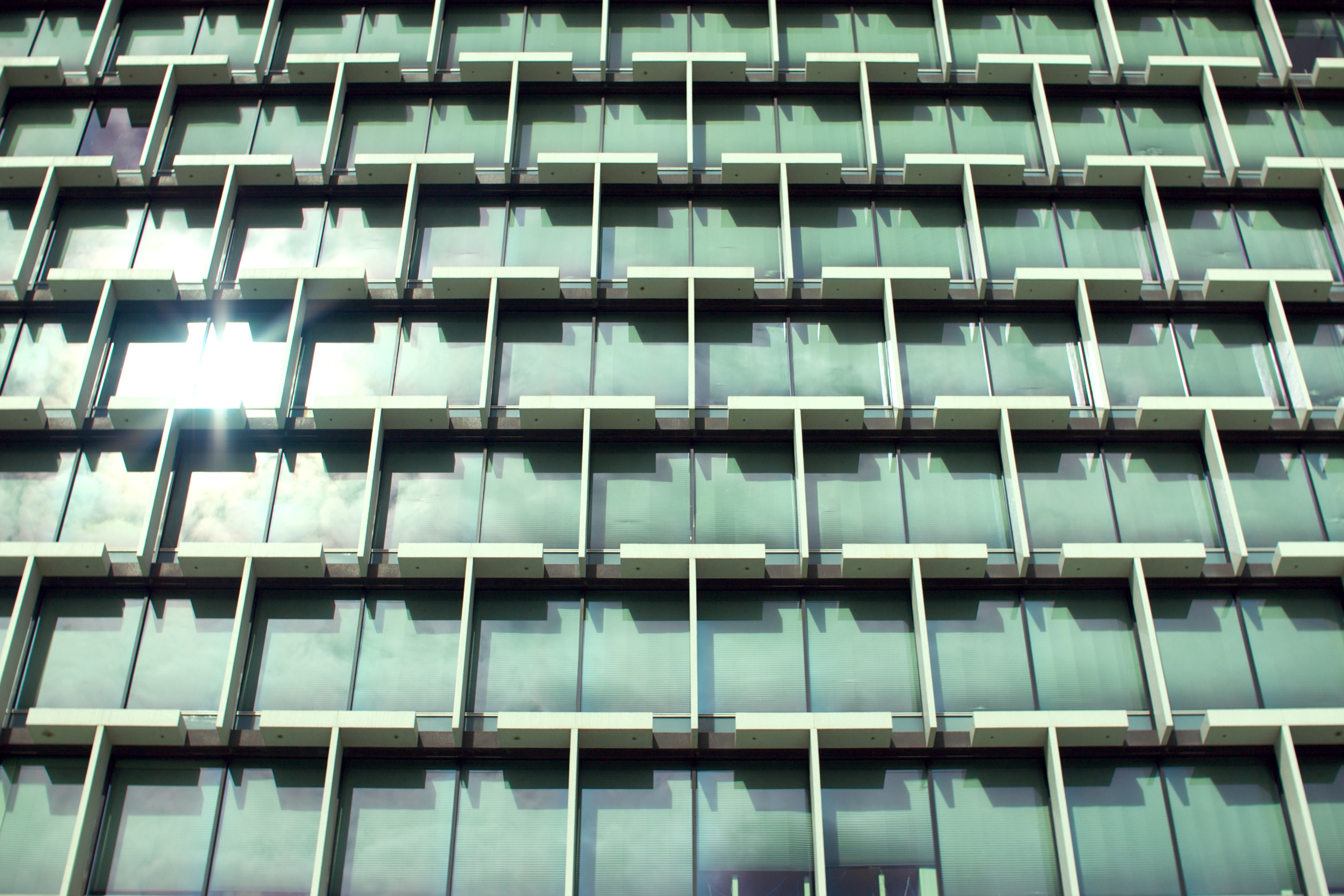
Los distintivos parasoles del edificio fueron restaurados como parte de la remodelación.

El contrato para la rehabilitación del edificio lo ganó John Holland Group, la empresa constructora de Janet Holmes à Court, el 29 de julio de 1997, a un precio de 25,3 millones de dólares australianos. El arquitecto de la remodelación fue Geoffrey Clough de Peter Hunt y Daryl Jackson Architects.  El edificio fue "despojado de los huesos" y las pequeñas baldosas que recubren las distintivas aletas en forma de "T" del edificio se quitaron, repararon y volvieron a pegar a la superficie. La remodelación también implicó la construcción de un nuevo "espacio y área de recepción de Lord Mayoral" en el undécimo piso (anteriormente un nivel de planta), el cerramiento completo de la planta baja (que anteriormente había estado parcialmente abierta a los elementos)  y el reemplazo de las persianas venecianas de oro que habían sido una característica del edificio en el pasado.
La ciudad de Perth se mudó de nuevo a Council House en febrero de 1999 y colocó tres pisos sin usar de Council House en arrendamiento. La remodelación fue considerada un "éxito calificado", con el edificio "bellamente restaurado".
Las elecciones estatales de 2001 resultaron en un cambio de gobierno, con el Partido Laborista regresando al poder. El edificio restaurado finalmente fue incluido en la lista de patrimonio provisional por la ministra de Patrimonio Michelle Roberts el 5 de marzo de 2006. El exministro de Herencia Graham Kierath, que se había resistido a la nominación en la década de 1990, atacó la decisión de incluir el edificio en la lista de complacer a los partidarios de izquierda. El Consejo del Patrimonio de Australia Occidental recomendó el 17 de noviembre de 2006 que se procediera a la inclusión del edificio en la lista. El edificio fue inscrito como inscripción permanente en el Registro del Patrimonio el 8 de diciembre de 2006.

## Diseño y reacción

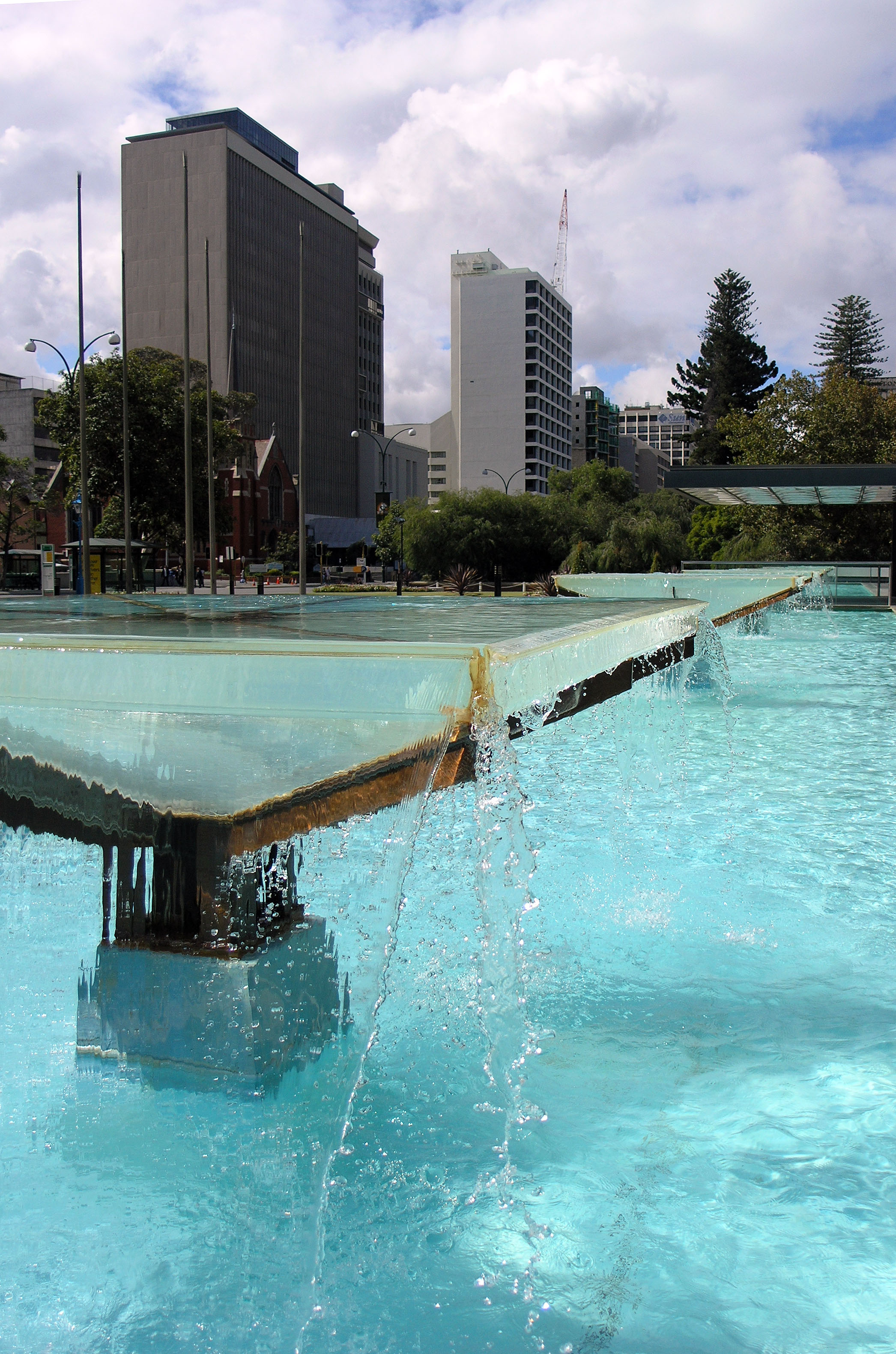
Fuentes ornamentales en la explanada del edificio, restauradas en la remodelación de los años 90

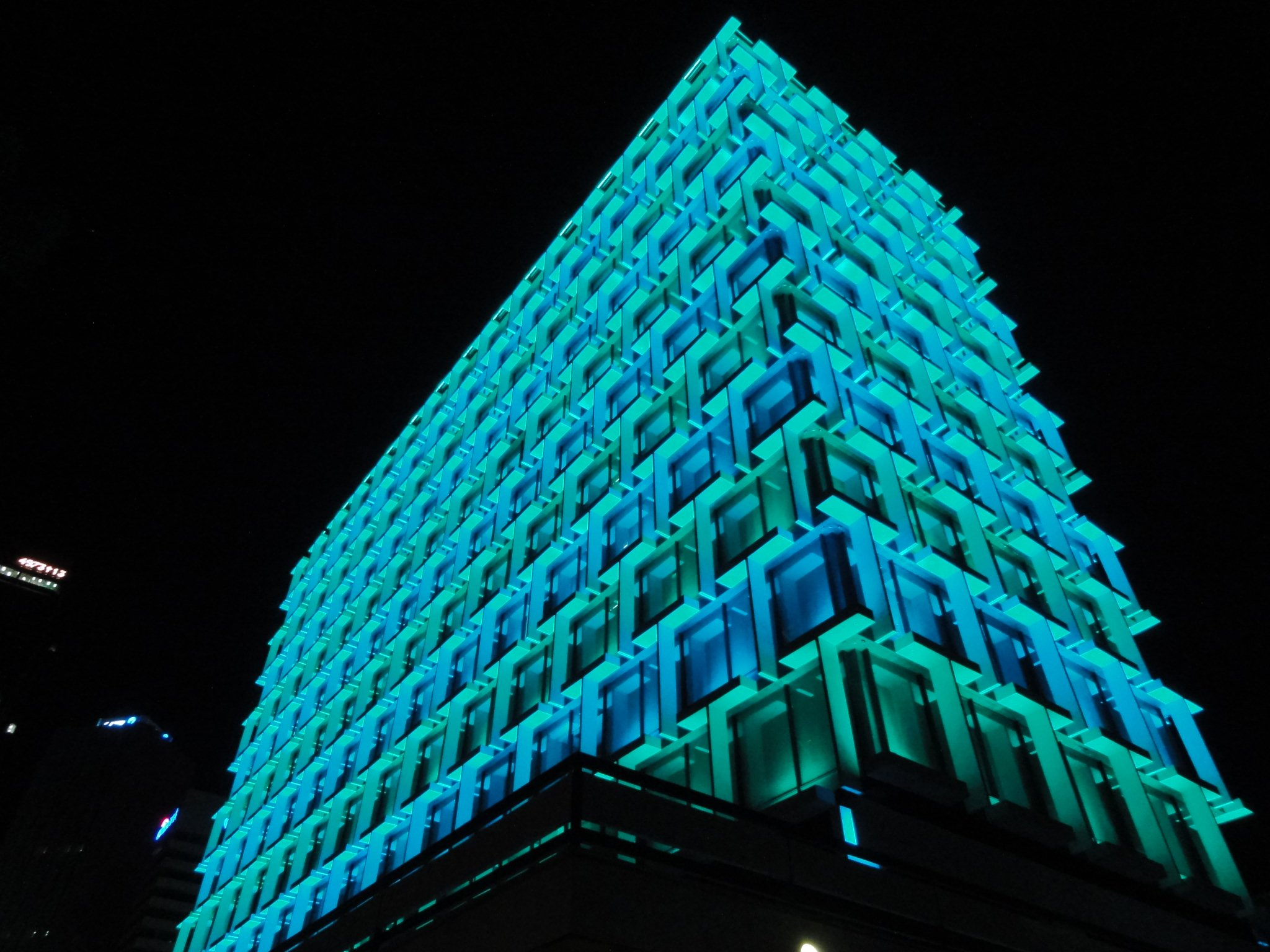
El edificio iluminado con luces LED por la noche.

La Casa del Consejo está construida con un marco de acero revestido de concreto, con ascensores y cuartos de servicio ubicados en su extremo este y una escalera de escape en caso de incendio en su extremo occidental. El nivel 9 alberga la distintiva Cámara del Consejo circular, que presenta paneles de madera y ha sido restaurada en gran parte a su estado original en la remodelación de la década de 1990 (en contraste con la mayoría de los otros niveles del edificio). El edificio está casi completamente revestido con vidrio, lo que generó críticas por sus excesivos costos de aire acondicionado. El exterior de vidrio del edificio tiene cortinas solares blancas en forma de T superpuestas en un patrón alterno a lo largo del edificio, recubiertas con finos mosaicos. Con el último piso recién cerrado, el edificio ahora tiene 13 niveles sobre el suelo. 
El edificio, que fue la creación favorita de su diseñador Jeffrey Howlett, ha sido llamado el ejemplo más importante de arquitectura modernista en Perth y "uno de los íconos modernistas del Estado". El edificio ha sido descrito como una demostración de "aspiraciones modernistas" de la escuela Bauhaus exudando "calidez brutalista". Stephen Neille, Catedrático de Diseño Arquitectónico de la Universidad de Curtin, lo describió como un reflejo del Perth de esa época: una ciudad "rebosante de confianza y que se promueve conscientemente al mundo como una ciudad moderna". Adrian Iredale, de los arquitectos Iredale Pederson Hook, describió el edificio como "a la vez elegante y pesado y presenta poesía a través del repetitivo sistema de protección solar, los grandes" Yoes "que se ciernen frente a la fachada en todos los lados.
El edificio ha dividido al público a lo largo de los años, y algunos lo tildaron de "monstruosidad" y "horrible locura", mientras que otros lo consideraron un "ejemplo clásico de la arquitectura de la década de 1960 y un recordatorio importante del pasado de Perth." y un" edificio singular ". El asociado Ralph Hoare del Instituto Australiano de Arquitectos sugirió que el edificio nunca debería haberse construido en St Georges Terrace, ya que se construyó en el "lugar equivocado".

### Iluminación LED
El exterior del edificio se equipó con más de 22.000 luces LED que se encendieron oficialmente el 7 de abril de 2010. Los LED ubicados en el techo, las estructuras de las ventanas en "T" y los mamparos se pueden controlar y colorear individualmente por computadora. Las luces se instalaron a un costo de 1,08 millones de dólares.